# Paracladura rasnitsyni
Paracladura rasnitsyni är en tvåvingeart som beskrevs av Krzeminska 2005. Paracladura rasnitsyni ingår i släktet Paracladura och familjen vintermyggor. Inga underarter finns listade i Catalogue of Life.